# Världsmästerskapen i skidskytte 1995
Världsmästerskapen i skidskytte 1995 hölls 1995 i Antholz i Sydtyrolen i Italien.

## Herrar

### 10 kilometer sprint
| Medalj | Namn                  | Land        | Resultat | Straffrundor |
| ------ | --------------------- | ----------- | -------- | ------------ |
|        | Patrice Bailly-Salins | Frankrike   | 29.23,8  | 1            |
|        | Pavel Muslimov        | Ryssland    | 29.25,7  | 0            |
|        | Ricco Gross           | Tyskland    | 29.29,0  | 0            |
| 4      | Ole Einar Bjørndalen  | Norge       | 29.31,1  | 1            |
| 5      | Patrick Favre         | Italien     | 29.41,7  | 1            |
| 6      | Aleksandr Popov       | Vitryssland | 29.54,9  | 1            |
| 7      | Hervé Flandin         | Frankrike   | 29.57,2  | 1            |
| 8      | Frank Luck            | Tyskland    | 29.57,2  | 0            |

### 20 kilometer
| Medalj | Namn                  | Land        | Resultat  | Straffrundor |
| ------ | --------------------- | ----------- | --------- | ------------ |
|        | Tomasz Sikora         | Polen       | 1:01.36,0 | 0            |
|        | Jon Åge Tyldum        | Norge       | 1:02.10,6 | 0            |
|        | Oleg Ryzjenkov        | Vitryssland | 1:02.16,4 | 2            |
| 4      | Roman Zvonkov         | Ukraina     | 1:02.16,9 | 0            |
| 5      | Vladimir Dratjov      | Ryssland    | 1:02.35,4 | 3            |
| 6      | Kjell Ove Oftedal     | Norge       | 1:03.15,6 | 1            |
| 7      | Patrice Bailly-Salins | Frankrike   | 1:03.21,3 | 1            |
| 8      | Eduard Rjabov         | Ryssland    | 1:03.30,0 | 1            |

### 4 x 7,5 kilometer stafett
| Medalj | Land        | Lagmedlemmar                                                         | Resultat  | Straffrundor |
| ------ | ----------- | -------------------------------------------------------------------- | --------- | ------------ |
|        | Tyskland    | Ricco Groß Mark Kirchner Frank Luck Sven Fischer                     | 1:23.29,0 | 0            |
|        | Frankrike   | Lionel Laurent Patrice Bailly-Salins Thierry Dusserre Hervé Flandin  | 1:23.41,9 | 0            |
|        | Vitryssland | Igor Tjotjrjakov Aleksandr Popov Oleg Ryzjenkov Vadim Sasjurin       | 1:24.06,0 | 0            |
| 4      | Italien     | Hubert Leitgeb Wilfried Pallhuber Patrick Favre Pieralberto Carrara  | 1:24.34,5 | 2            |
| 5      | Norge       | Ole Einar Bjørndalen Jon Åge Tyldum Frode Andresen Kjell Ove Oftedal | 1:24.41,0 | 1            |
| 6      | Sverige     | Ulf Johansson Mikael Löfgren Jonas Eriksson Fredrik Kuoppa           | 1:25.18,5 | 1            |
| 7      | Polen       | Wiesław Ziemianin Jan Ziemianin Tomasz Sikora Jan Wojtas             | 1:25.42,5 | 1            |
| 8      | Ryssland    | Alexej Kobeljev Pavel Muslimov Eduard Rjabov Vladimir Dratjov        | 1:25.53,5 | 0            |

### Lagtävling
| Medalj | Land      | Lagmedlemmar                                                    | Resultat | Straffrundor |
| ------ | --------- | --------------------------------------------------------------- | -------- | ------------ |
|        | Norge     | Frode Andresen Dag Bjørndalen Halvard Hanevold Jon Åge Tyldum   |          |              |
|        | Tjeckien  | Petr Garabík Roman Dostál Jiří Holubec Ivan Masařík             |          |              |
|        | Frankrike | Thierry Dusserre Franck Perrot Lionel Laurent Stéphane Boutiaux |          |              |

## Damer

### 7,5 kilometer sprint
| Medalj | Namn                  | Land        | Resultat | Straffrundor |
| ------ | --------------------- | ----------- | -------- | ------------ |
|        | Anne Briand           | Frankrike   | 24.00,6  | 1            |
|        | Uschi Disl            | Tyskland    | 24.05,9  | 0            |
|        | Corinne Niogret       | Frankrike   | 24.07,0  | 2            |
| 4      | Sona Mihokova         | Slovakien   | 24.22,5  | 2            |
| 5      | Emmanuelle Claret     | Frankrike   | 24.28,1  | 1            |
| 6      | Andreja Grasic-Koblar | Slovenien   | 24.37,7  | 2            |
| 7      | Nathalie Santer       | Italien     | 24.37,5  | 2            |
| 8      | Natalia Permjakova    | Vitryssland | 24.39,7  | 1            |

### 15 kilometer
| Medalj | Namn                     | Land        | Resultat | Straffrundor |
| ------ | ------------------------ | ----------- | -------- | ------------ |
|        | Corinne Niogret          | Frankrike   | 51.16,3  | 1            |
|        | Uschi Disl               | Tyskland    | 51.28,7  | 1            |
|        | Jekaterina Dafovska      | Bulgarien   | 52.10,6  | 0            |
| 4      | Svetlana Paramygina      | Vitryssland | 52.40,0  | 1            |
| 5      | Valentina Tserbe Nessina | Ukraina     | 52.53,3  | 1            |
| 6      | Anne Briand              | Frankrike   | 53.03,6  | 3            |
| 7      | Magdalena Forsberg       | Sverige     | 53.07,7  | 0            |
| 8      | Aigin Song               | Kina        | 53.31,9  | 1            |

### 4 x 7,5 kilometer stafett
| Medalj | Land             | Lagmedlemmar                                                                  | Resultat  | Straffrundor |
| ------ | ---------------- | ----------------------------------------------------------------------------- | --------- | ------------ |
|        | Tyskland         | Uschi Disl Antje Harvey Simone Greiner-Petter-Memm Petra Schaaf               | 1:37.05,0 | 0            |
|        | Frankrike        | Corinne Niogret Véronique Claudel Delphyne Heymann Anne Briand                | 1:37.38,4 | 0            |
|        | Norge            | Ann Elen Skjelbreid Hildegunn Fossen Annette Sikveland Gunn Margit Andreassen | 1:37.39,3 | 2            |
| 4      | Slovakien        | Martina Halanirova Erika Lehotska Anna Murinova Sona Mihokova                 | 1:39.55,1 | 0            |
| 5      | Ukraina          | Tatjana Vodopjanova Nina Lemesj Olena Petrova Valentina Tserbe Nessina        | 1:40.28,3 | 0            |
| 6      | Ryssland         | Svetlana Panjutina Nadesjda Talanova Svetlana Petsjerskaja Anfissa Restsova   | 1:40.35,9 | 2            |
| 7      | Bulgarien        | Jekaterina Dafovska Nadesjda Alexieva Radka Popola Iva Karagiozova            | 1:41.49,7 | 7            |
| 8      | Förenta staterna | Kristina Sabasteanski Stacey Wooley Beth Coats Ntala Skinner                  | 1:42.00,8 | 1            |

### Lagtävling
| Medalj | Land      | Lagmedlemmar                                                                  | Resultat | Straffrundor |
| ------ | --------- | ----------------------------------------------------------------------------- | -------- | ------------ |
|        | Norge     | Elin Kristiansen Annette Sikveland Gunn Margit Andreassen Ann Elen Skjelbreid |          |              |
|        | Tyskland  | Kathi Schwaab Simone Greiner-Petter-Memm Uschi Disl Petra Behle               |          |              |
|        | Frankrike | Emmanuelle Claret Véronique Claudel Anne Briand Corinne Niogret               |          |              |

## Medaljfördelning
| Placering | Land        | Guld | Silver | Brons | Totalt |
| --------- | ----------- | ---- | ------ | ----- | ------ |
| 1         | Frankrike   | 3    | 2      | 3     | 8      |
| 2         | Tyskland    | 2    | 3      | 1     | 6      |
| 3         | Norge       | 2    | 1      | 1     | 4      |
| 4         | Polen       | 1    | 0      | 0     | 1      |
| 5         | Tjeckien    | 0    | 1      | 0     | 1      |
| 5         | Ryssland    | 0    | 1      | 0     | 1      |
| 7         | Vitryssland | 0    | 0      | 2     | 2      |
| 8         | Bulgarien   | 0    | 0      | 1     | 1      |